# نمازخانه سنت جورج، قلعه وینزر
نمازخانه سنت جرج، قلعه وینزر (انگلیسی: St George's Chapel, Windsor Castle) محل عبادت در قلعه وینزر است.